# گیلتال آلپز
گیلتال آلپز (به لاتین: Gailtal Alps) یک توده‌کوه و رشته‌کوه در اتریش است که در کرنتن واقع شده‌است. گیلتال آلپز ۲٬۷۷۰ متر بالاتر از سطح دریا واقع شده‌است.